# Яблочкин, Александр Александрович
Алекса́ндр Алекса́ндрович Я́блочкин (4 (16) ноября 1821 — 31 октября (12 ноября) 1895, Санкт-Петербург) — российский театральный актёр и режиссёр. Отец выдающейся русской театральной актрисы Александры Александровны Яблочкиной. Муж драматической актрисы Серафимы Васильевны Яблочкиной (в девичестве — Сорокиной).

## Биография
С 1834 года учился в Театральном училище по классу вокала, затем перешёл на драматическое отделение. В 1841—1846 и 1851—1874 годах работал в Александринском театре; сначала как актёр, затем перешёл на режиссуру; с 1868 года — главный режиссёр Александринского театра.
Актёрскую карьеру начал с исполнения ролей молодых любовников в водевилях, в том числе комических молодых любовников (jeunes comiques) в пьесах В. А. Соллогуба — «Беда от нежного сердца», «Свирепый американец» и «Неожиданный случай». 
Уйдя из Александринского театра, организовал русский театр в Тифлисе и занимал там в 1846—1851 годы должность режиссёра. В 1851 году вернулся в Петербург, в Александринку, где вскоре возглавил театр в качестве главного режиссёра.
«Царившие в то время непорядки в конторе немало тормозили успех режиссёрского дела, но настойчивость и энергия Я. помогли ему поставить это дело на надлежащую высоту. Первая его постановка „Русской Свадьбы“ была для него сплошным триумфом, хотя пьеса своим содержанием выиграть не могла и выиграла лишь внешней обстановкой. Декорация и костюмы были новые, хоры были разучены превосходно, все вокруг представляло эффектный и красивый вид. Обо всем этом заботился один лишь Я., показав себя настоящим опытным режиссёром. Во время своего режиссёрства в Александринском театре он ввел много новизны, а также изменил и название театра „Александрынский“ на „Александринский“».
Однако в сезоне 1879/80 стал режиссёром Одесского театра. Кроме того, ставил также спектакли в московском частном Театре Корша, в Театре Лентовского, в антрепризе Сетова.
«Яблочкин был одним из первых русских театральных деятелей, стремившихся поднять искусство постановки спектакля на высокую ступень. Он тщательно и много работал не только с исполнителями главных ролей, но и со статистами, добиваясь выразительности решения массовых сцен, придавал большое значение оформлению спектакля, стремился к археологически точной передаче эпохи и т. п.».
Постановки в Александринском театре: «Русская свадьба в исходе XVI в.» П. П. Сухонина, «Смерть Иоанна Грозного» А. К. Толстого, многие пьесы Островского, исторический спектакль «Дмитрий Самозванец» и др. Александр Александрович Яблочкин первым поставил драму Пушкина «Борис Годунов» (1870, 1-я постановка).
Помимо драматических спектаклей, ставил также оперетты: «Орфей в аду», «Птички певчие», «Прекрасная Елена» Оффенбаха и др. Более того, именно Яблочкин привнес на Александринскую сцену оперетту.
Кроме того, А. А. Яблочкин являлся автором нескольких пьес, а на императорских сценах шли различные европейские водевили, переводчиком на русский язык которых был А. А. Яблочкин. В Александринском театре в 1851 году сам же поставил свой водевиль «Много шуму из пустяков» — переделку на русский лад французского либретто Локруа и Морвана к опере Альбера Гризара «Добрый вечер, господин Панталон» (каковое либретто, в свою очередь, представляло собой переделку пьесы Джона Оксенфорда «Два раза убитый»). 12 ноября 1854 этот водевиль прошёл на московской сцене в Малом театре в бенефис С. В. Васильева. Водевиль этот пользовался немалым успехом, возобновлялся на Александринской сцене, его ставили провинциальные антрепризы и любительские театры, даже известна любительская постановка для солдат и офицеров на Дальнем Востоке («24 декабря 1860 г. в одной из казарм Благовещенска нижние чины линейного батальона и артиллерийской команды представили спектакль „Станционный смотритель“ (по А. С. Пушкину) и водевиль „Много шума из пустяков“ А. А. Яблочкина». Пьесу также перевёл на латышский язык Андрей Дирикис.
Именем Яблочкина названа улица в Челябинске.